# Генріх Нігофф
Генріх Юліус Нігофф (нім. Heinrich Julius Niehoff; 20 листопада 1882, Бохум — 19 лютого 1946, Берлін) — німецький офіцер, генерал-лейтенант вермахту. Кавалер Німецького хреста в сріблі.

## Біографія

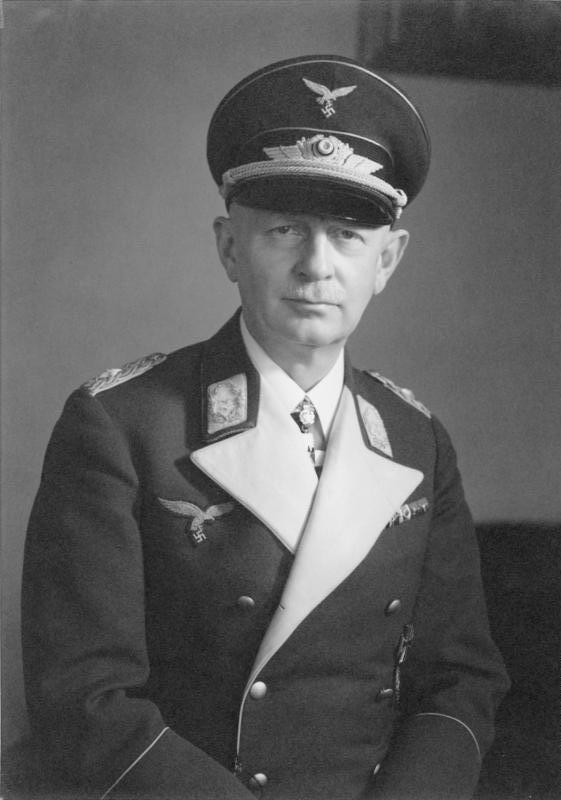
Генерал-майор люфтваффе Нігофф (1940).

Син директора фабрики. 18 лютого 1902 року поступив на службу в Прусську армію. Учасник Першої світової війни. 30 вересня 1919 року демобілізований, наступного дня вступив у поліції.1 лютого 1936 року перейшов у люфтваффе, начальник штабу і віце-президент Імперського союзу ППО. 31 березня 1938 року вийшов у відставку. 28 лютого 1940 року призваний на службу і переданий у розпорядження вищого польового коменданта Лілля. З 15 листопада 1942 року — командувач тиловим районом «Південна Франція». 10 серпня 1944 року звільнений у відставку. 7 грудня 1945 року взятий у полон радянською окупаційною владою. Помер у полоні.

## Звання
- Фанен-юнкер (18 лютого 1902)
- Фенріх (18 жовтня 1902)
- Лейтенант (18 або 19 жовтня 1903)
- Обер-лейтенант (18 серпня 1911)
- Гауптман (8 листопада 1914)
- Майор запасу (30 вересня 1919)
- Гауптман поліції (1 жовтня 1919)
- Майор поліції (22 грудня 1919)
- Обервахмістр поліції (22 грудня 1921)
- Оберст-лейтенант поліції (1 жовтня 1927)
- Оберст поліції (26 листопада 1939)
- Командир поліції (1 квітня 1933)
- Генерал-майор поліції (5 травня 1933)
- Генерал-майор земельної поліції (1 січня 1936)
- Генерал-майор люфтваффе (1 лютого 1936)
- Генерал-лейтенант люфтваффе запасу (30 січня 1938)
- Генерал-лейтенант запасу сухопутних військ (17 квітня 1940)
- Генерал-лейтенант до розпорядження сухопутних військ (1 лютого 1941)

## Нагороди
- Залізний хрест 2-го і 1-го класу
- Нагрудний знак «За поранення» в чорному
- Почесний хрест ветерана війни з мечами
- Медаль «За вислугу років у Вермахті» 4-го, 3-го, 2-го і 1-го класу (25 років; 16 березня 1936) — отримав 4 медалі одночасно.
- Почесний знак Німецького Червоного Хреста 1-го класу з військовою відзнакою
- Почесний знак протиповітряної оборони 1-го ступеня (1938)
- Застібка до Залізного хреста 2-го і 1-го класу
- Хрест Воєнних заслуг
  - 2-го класу з мечами (15 січня 1941)
  - 1-го класу з мечами (30 січня 1942)
- Орден Корони Румунії, великий офіцерський хрест з мечами
- Німецький хрест в сріблі (2 червня 1944)